# Томская областная государственная филармония
Томская областная государственная филармония — учреждение культуры Томска.

## История
История Томской государственной филармонии началась в 1946 году. По решению исполкома областного совета депутатов трудящихся № 468 от 22 мая 1946 года, в соответствии с приказом Комитета по делам искусств СССР, в Томске была создана областная государственная филармония с целью привлечения внимания общества к сохранению и преумножению культурного наследия Томска, а также развития молодых талантов и поддержания связи между творческими коллективами Томска и Томской области.
С момента основания томская филармония стремилась разнообразить свою творческую деятельность. Признание получили Сибирский мюзик-холл, эстрадные коллективы «Спасибо за улыбку» (под руководством Антона и Елены Пиковских) и «Томичи в пути» (во главе с Давидом Каичем), ансамбль цыган «Тэрнэ» (под руководством Бориса Шашкова), эстрадно-духовой оркестр Захара Нейзлера.
В 1970-е годы появились новые талантливые коллективы: ВИА «Ритмы молодых сердец» (Валерий Щербаков), ансамбль народных инструментов «Сибирские узоры» (Олег Иволгин и Геннадий Черненький), эстрадная группа «Калейдоскоп» (Юрий Саломахин), Театр танца «Сказка балет» (Александр Тагильцев и Наталья Палагина). Большим успехом пользуется Всесоюзный фестиваль искусств «Северное сияние».
При участии томской филармонии в Томске выступали многие известные коллективы, в частности: Государственный ансамбль танца Игоря Моисеева, ансамбль танца «Берёзка», Ленинградский симфонический оркестр Евгения Мравинского, «Виртуозы Москвы» Владимира Спивакова и другие.
При участии томской филармонии в Томске проходили гастроли таких музыкантов, как: Святослав Рихтер, Эмиль Гилельс, Мстислав Ростропович, Даниил Шафран. Здесь выступали солисты Большого театра СССР, известные певцы Вадим Козин, Александр Вертинский, Лидия Русланова, Клавдия Шульженко, Валерий Ободзинский, Иосиф Кобзон, Алла Пугачева и другие исполнители. Здесь же выступали коллективы ведущих театров Москвы, Ленинграда, Тбилиси, Минска.
В 1981 году в единственном на тот момент зале филармонии, в помещении бывшей домовой церкви томских архиереев, силами немецких специалистов был установлен классический духовой орган производства фирмы «W. Sauer», одним из крупнейших немецких производителей органов.
В мае 1986 года на центральной площади города было построено новое здание филармонии с Большим концертным залом.
В 1996 году оркестру Томской филармонии присвоено звание академического.

## Филармония сегодня
По состоянию на 2021 год Томская государственная филармония располагает тремя залами — Большой концертный, Малый концертный (он же Органный) и Камерный, в которых, кроме прочих, выступают ведущие творческие коллективы и личности России. В свою очередь, продолжая традиции прошедших десятилетий, оркестр филармонии гастролирует по России, странам Западной Европы, в Китае и США.
Под крылом томской филармонии находятся следующие творческие единицы:
- Томский академический симфонический оркестр;
- Ансамбль русских народных инструментов «Сибирские узоры» (художественный руководитель Николай Кузнецов);
- Два органиста;
- Струнный квартет «Фаэтон»;
- Концертно-камерный отдел;
- Сводный детский хор Томской области.